# Boura (Malba)
Pour les articles homonymes, voir Boura.
Boura est une localité située dans le département de Malba de la province du Poni dans la région Sud-Ouest au Burkina Faso.

## Santé et éducation
Le centre de soins le plus proche de Boura est le centre de santé et de promotion sociale (CSPS) de Malba tandis que le centre hospitalier régional (CHR) de la province se trouve à Gaoua.